# 氣體液化

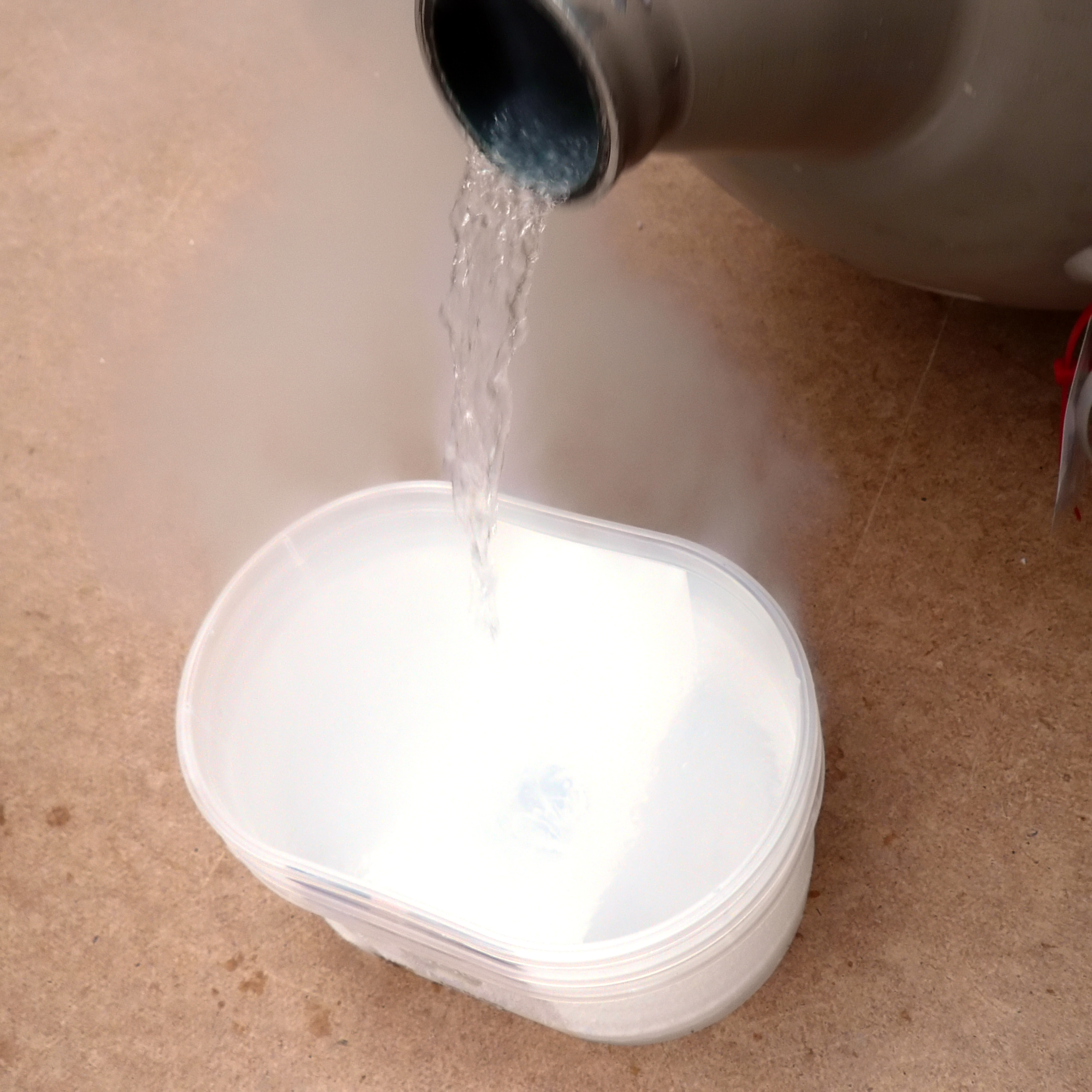
液氮

氣體液化是指將气体轉變為液体（凝結）的過程。氣體液化是複雜的程序，為了達到高壓以及非常低的溫度，需要許多的壓縮和膨脹過程，其中也可能會用到渦輪膨脹機。

## 用途
液化過程可以用在科學、工業或是商業的應用上。許多氣體在一般气压下冷卻就可以成為液體，有些氣體（例如二氧化碳）需要在冷卻時再加壓。氣體液化會用在分析氣體分子的基本特性（分子間作用力），或是將氣體液化後儲存（例如液化石油气），或是用在制冷和空氣調節（暖通空調，HVAC）。氣體會在冷凝管中液化，釋放汽化热，之後再在蒸发器中蒸發，再吸收汽化热。氨是最早使用的制冷剂，仍常常用在工業冷凍中，不過在住家和商業應用上，已被由石油和卤素製成的冷媒（例如氟氯碳化合物）所取代。
在醫院中，液氧是用來提供給有呼吸問題的病患，液氮會用在需要低溫手術的場合，例如在授精器中冷凍精液，科學家和實驗室也會用液氮來保存樣本。液氯會用在水處理的最後方案，也用在水的淨化、工業廢料、污水和泳池的淨化，紙漿和紡織品的漂白、製造四氯化碳、二元醇以及其他的有機化合物（例如光气）。
氦的液化（4He）是用林德－汉普逊循环進行預冷，這使得海克·卡末林·昂內斯在1913年獲得诺贝尔奖。一般大氣壓力下，液氦的沸點是4.22 K（−268.93 °C）。若低於2.17 K，液態的4He會變成超流体（超流體氦-4，彼得·列昂尼多维奇·卡皮察在1978年因此獲得诺贝尔奖），而且有特殊的特性，例如透過第二類聲進行熱傳、零黏度、噴泉效應等。
空氣的液化也可以得到氮、氧、氩以及其他大氣中的稀有气体，方式是透過空气分离装置進行分馏。

## 液態空氣

### 林德過程
空氣可以透過林德－汉普逊循环液化，在循環中會反覆將空氣壓縮、冷卻再膨脹，每一次膨脹後的空氣溫度都會下降。在溫度較低時分子的活動較慢，所佔的體積也比較小，因此最後會液化成液態空氣。

### 克洛德過程
也可以透過克洛德過程來液化空氣，其中會將空氣在二個腔室中進行二次等熵膨脹。在膨脹過程中，空氣會對外作功，因此帶動膨脹渦輪。此時的空氣還不是液態，因為液態的空氣會破壞渦輪。商用的空氣液化裝置會直接在超臨界壓力下壓縮空氣，以避免液態空氣破壞渦輪的問題。最後空氣會在熱膨脹閥中進行等焓膨脹，並且液化。

## 外部連結
- Liquefaction of Gases （页面存档备份，存于）
- History of Liquefying Hydrogen - NASA （页面存档备份，存于）